# Herbál
A herbál a szintetikus kannabinoidokat tartalmazó kábítószerek köznyelvi,  elterjedt gyűjtőneve. Nevüket onnan kapták, hogy eleinte (betiltásuk előtt) ezeket a szereket a kereskedelemben legális gyógynövény-keverékekként forgalmazták. Általában úgy készülnek, hogy a (jellemzően külföldről, műszaki cikkek csomagolásában Magyarországra csempészett) szintetikus hatóanyagot valamilyen szerves oldószerben, például acetonban feloldják, és azt szárított, önmagában hatástalan növényi törmelékre permetezik, majd hagyják megszáradni. Bizonyos esetekben akár csavarlazítót és patkányirtót is kevernek bele. Hagyományos vágott dohány felhasználásával készült változata a varázsdohány, amely ránézésre nem különböztethető meg a tiszta dohánytól. A herbált biofű néven is ismerik. A hatóanyagok tiltólistára kerülése miatt a szer pontos összetétele állandóan változik, gyakran a dílerek sem tudják, pontosan mit árulnak.
Olcsósága és erős hatása miatt a használata országos szinten, jellemzően a mélyszegénységben élő fiatalok körében terjedt el. A valódi kannabiszhoz nincsen köze, annál sokkal erősebb, kiszámíthatatlan hatásai miatt veszélyes, a kannabisszal ellentétben a heroinhoz hasonló erős függőséget és akár halált is okozhat.
Budapest egyes területein, például a hírhedt Hős utcában ("felszámolását" követően Kerepesen) és környékén, a Népligetben valamint a XIV. kerületi Pillangó parkban a lakosság számára is jelentős problémát okoz a herbálfogyasztók jelenléte.